# Saldinia obtusata
Saldinia obtusata är en måreväxtart som beskrevs av Cornelis Eliza Bertus Bremekamp. Saldinia obtusata ingår i släktet Saldinia och familjen måreväxter. Inga underarter finns listade i Catalogue of Life.